# Santuario del Santissimo Crocifisso (Como)
Il Santuario del Santissimo Crocifisso (ufficialmente Santuario del Santissimo Crocifisso dell'Annunciata) è un santuario cattolico di Como. Il Santuario è annoverato nell'elenco dei Santuari e templi votivi della Diocesi di Como.
Dedicato a Santa Maria Annunciata, costituisce la più grande chiesa della città dopo il Duomo di Como, nonché uno dei più importanti luoghi di culto cittadini; ospita infatti un crocifisso ligneo che la tradizione ricollega ad un miracolo avvenuto nel 1529, e che è oggetto di celebrazione e devozione da parte della cittadinanza particolarmente durante la Settimana Santa.

## Storia

### Le origini
La data tradizionale della fondazione, sul sito dell'attuale santuario, di una prima piccola chiesa dedicata a Santa Maria Annunciata è il 1236, anno nel quale al canonico Erasmo Campacci è attribuita una prima opera di bonifica di questa parte di terreno, allora paludoso, situato immediatamente al di fuori delle mura cittadine. Altre fonti invece individuano la prima fondazione della chiesa nel 1331 o nel 1336.

### Il dono del "Santissimo Crocifisso"
Nel 1401 la chiesa, retta al tempo dai monaci Celestini, ricevette in dono da parte di alcuni pellegrini (probabilmente di origine francese) di ritorno da Roma, ove si erano recati in occasione del giubileo indetto da Papa Bonifacio IX l'anno precedente, il crocifisso ligneo che ne ampliò la fama nell'ambito della diocesi comasca. Divenne infatti ben presto una consuetudine quella di trasportare il simulacro in processione lungo le strade cittadine durante le celebrazioni del Giovedì santo.

### Il miracolo
Il 25 marzo del 1529, durante l'annuale processione del Giovedì Santo, i religiosi che trasportavano il crocifisso trovarono la strada verso la chiesa di San Bartolomeo sbarrata da due catene, fatte apporre dal governatore spagnolo a difesa della città dalle scorribande della cavalleria francese, allora stanziata a Milano. Secondo la tradizione, il Crocifisso strappò le catene dal muro a cui erano impiombate, azione che fu subito considerata come miracolosa dai presenti ed in seguito riconosciuta come tale dalla Chiesa nel 1608.
L'evento è alla base della popolarità del Santuario, che si estende dalla provincia di Como fino al Canton Ticino.

### Evoluzione architettonica
Attorno alla metà del XVI secolo, la chiesa dell'Annunciata si presentava come un edificio dotato di navata singola e, nell'altare di sinistra, il Crocifisso del presunto miracolo.
Nel 1565 l'edificio originale, gravemente danneggiato, fu ricostruito. La nuova chiesa venne ingrandita e riconsacrata nel 1574 a San Pietro Celestino, patrono dell'ordine religioso preposto al presidio del sito, che secondo la tradizione avrebbe sostato presso la chiesa nel 1274 e in tale occasione vi avrebbe fondato il monastero del suo ordine, venne aggiunto come co-titolare della sede.
Nel 1625 venne deciso di ristrutturare radicalmente il seppur recente edificio, orientandone la nuova facciata a capanna verso la città. Il progetto della ristrutturazione fu eseguito dal sacerdote Angelo Bianco, allora parroco di Piazza Santo Stefano; dalla stessa località provenivano invece Domenico e Antonio Cassina, ai quali si deve la costruzione dell'area presbiteriale (1629). La ristrutturazione, che durò fino al 1630, comportò anche la realizzazione delle cappelle dedicate al Crocifisso e all'Immacolata (1627). Nel 1654 il monastero celestino venne soppresso e venne creata la Parrocchia della SS. Annunciata. Rimane, tramandato dal tempo in cui erano presenti i Celestini, il titolo di "priore"  per il parroco. Nel corso del '700, in seguito al sempre maggiore afflusso di fedeli, si susseguirono lavori di ampliamento della chiesa. Il cantiere comportò l'edificazione (tra il 1716 e il 1731) di una nuova facciata barocca (curata dal morbiense Carlo Francesco Silva) e la costruzione del campanile che era stato progettato da Francesco Brachetto (1694). I lavori interessarono anche gli spazi interni, ristrutturati secondo un progetto di Antonio Nolfi e Giulio Galliori (1761) che comportò la realizzazione di un transetto terminante in absidi.
Ulteriori rielaborazioni della facciata si registrarono nel secolo successivo: a un primo intervento basato su un disegno realizzato da Luigi Canonica (1824), che aveva comportato l'esecuzione di un timpano dotato di pinnacoli, nella seconda metà dell'Ottocento seguirono i progetti e la realizzazione di una rinnovata facciata (quella visibile al giorno d'oggi, edificata tra il 1863 e il 1864 su disegno di Luigi Fontana) e dei porticati. Tra il 1845 e il 1853, la navata venne ulteriormente elevata, implementando un progetto curato da Luigi Tatti.

### Da fine Ottocento in poi
Nel 1893 la gestione del Santuario venne affidata ai Chierici Somaschi; pochi anni dopo nel 1901, in occasione delle celebrazioni per i cinquecento anni dell'arrivo del crocifisso, la chiesa dell'Annunciata ricevette da Papa Leone XIII il titolo di basilica minore aggregata alla Basilica di San Giovanni in Laterano di Roma.
Dal 1933 il Santuario ospita le spoglie di San Probino, trasferite dall'omonima chiesa comasca.

## Descrizione

### Esterni
La chiesa si presenta con una facciata in stile tardo neoclassico. Ai lati dell'entrata principale, due statue di bronzo realizzate da Giuseppe Siccardi negli anni 1932-1934 rappresentano i santi Pietro e Paolo. Dello stesso materiale sono anche le quattro statue collocate ai lati della grande finestra semicircolare della parte superiore della facciata, opere realizzate in parte da Pietro Bernasconi (1865 - le due statue di angeli immediatamente ai lati del finestrone) e per la restante parte da Giuseppe Siccardi (1934) allo scopo di rappresentare i santi Giovanni Battista, Zaccaria, Gioacchino e Anna. In marmo di Carrara sono invece le due statue in cima alla facciata, scolpite nel 1871 da Giuseppe Bayer e raffiguranti la scena dell'Annunciazione.
L'aspetto monumentale del Santuario è ampliato da due grandi portici laterali, aggiunti al complesso nel XIX secolo, dei quali il meridionale è di Luigi Fontana (1863), mentre quello settentrionale fu eseguito da Luigi Canonica.
Il campanile in stile barocco fu aggiunto al complesso fra il 1761 ed il 1785, mentre le cinque grandi campane bronzee furono fuse e consegnate alla chiesa nel 1909.

### Interni

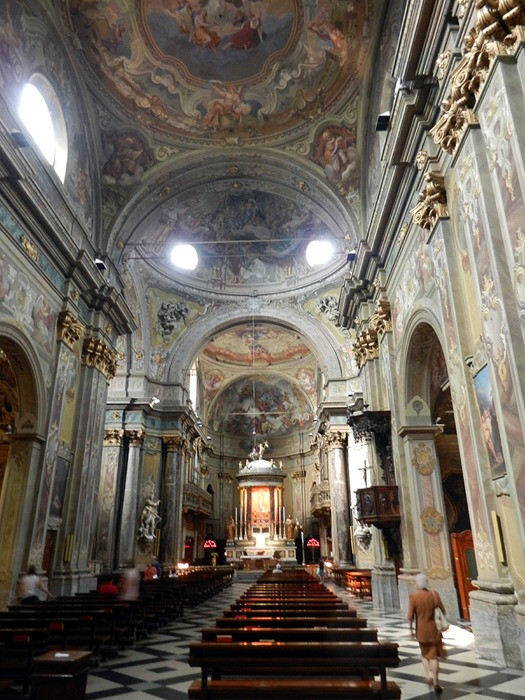
Vista della navata centrale

L'interno della chiesa attualmente visibile si compone di realizzazioni effettuate nel corso di diversi interventi di restauro e modifica effettuati nei secoli, che hanno portato a stravolgere più volte l'aspetto dell'edificio.
Internamente, il Santuario ospita diverse altre opere realizzate fra '600 e '900, oltre a due grandi organi di legno in stile barocco realizzati nel 1679-80 e nel 1807-8, incassati nel presbiterio.

#### Galleria dei miracoli e cappella della Pietà
Sul lato meridionale della chiesa, una lunga galleria detta dei miracoli contiene numerosi (oltre 400) ex voto donati nei secoli dai cittadini a testimonianza della propria devozione. Dalla galleria mancano tuttavia una serie di ex voto in argento, sequestrati durante la secolarizzazione dei beni ecclesiastici voluta da Napoleone Bonaparte.
Tra le opere conservate nella galleria si trova invece ancora un grande quadro, restaurato nel 1790, raffigurante l'episodio del presunto miracolo del 1529.
L'attuale entrata della chiesa dal portico laterale sud espone inoltre nell'atrio dell'edificio una piccola cappella-ossario, detta cappella della Pietà, dedicata alla commemorazione delle vittime dell'epidemia di peste del 1630. Il santuario ospitava infatti un piccolo cimitero, che nel 1636 venne sostituito da un grande ossario barocco successivamente rimaneggiato in quello attuale, nel quale sono tuttora visibili alcuni teschi, posti sotto una statua della pietà della vergine.

#### Navata e cappelle laterali
In controfacciata trova posto un Seicentesco gruppo ligneo raffigurante una Gloria di San Pietro Celestino.
La navata principale, lunga 41 metri, è unica e si è sviluppata sull’asse della primitiva chiesa, che in origine era orientata in senso opposto; le pareti sono affrescate secondo un gusto neobarocco, e sono ben visibili le grandi statue di re e profeti biblici, realizzate nella seconda metà del Settecento da Stefano Salterio.
Sui lati della navata sono presenti quattro cappelle, che contengono diversi elementi decorativi.
Lungo il fianco destro destra spicca la cappella dedicata all'Immacolata, dove trovano posto i dipinti raffiguranti una Natività della Vergine ed una Presentazione della Vergine al tempio (1725-1726), realizzati da Carlo Innocenzo Carloni in collaborazione con i quadraturisti Domenico Dobler e Carlo Giuseppe de Vincenti. Nella stessa cappella, gli stucchi sono di Diego Carloni. La statua raffigurante la titolare della cappella è invece una rielaborazione di una Santa Margherita scolpita nel 1666 dall'argegnino Giovan Battista Bianchi.
Tra le cappelle del lato sinistro spicca quella dedicata al Sacro Cuore di Gesù, dove un tempo si conservava il venerato Crocifisso. La cappella, dominata da un'ancona realizzata tra il 1638 e il 1649 da Carlo Buzzi, è ornata da statue di Francesco Silva, da stucchi di Francesco Sala (1638), Francesco Rusca (1648) e Gian Battista Barberini (1683-84), e da affreschi di Giovanni Paolo Recchi (1649) e di Pier Francesco Mazzucchelli. Alcune di queste decorazioni sono state rifatte nel 1856, da Andrea Fleissner. Ai fratelli Recchi sono attribuiti anche numerosi dipinti conservati nel Santuario, in particolare nella sacrestia.
Gersam Turri è invece l'autore dei dipinti che ornano la cappella intitolata a Gerolamo Emiliani, situata non lontano dalla controfacciata, lungo il lato sinistro della chiesa. Sul lato opposto, la cappella battesimale è invece ornata da un affresco di Onorato Andina (1870).
L'area in corrispondenza dell'incrocio tra navata e transetto è sormontata da una cupola sorretta da otto colonne e decorata da affreschi di Gersam Turri (1929), aventi come soggetto principale la regalità di Cristo. Davanti alle colonne trovano posto quattro enormi statue, eseguite attorno al 1785 dal lagliese Stefano Salterio in stucco lucidato e raffiguranti i re Davide e Salomone e i condottieri Mosè e Giosuè.

#### Area presbiteriale
L'area presbiteriale termina in un'abside, il cui catino fu decorato ad affresco da Mario Albertella. Allo stesso pittore si devono anche i dipinti che ornano le cupole minori del santuario, tra le quali la cupola sopra al presbiterio. Ponziano Loverini è invece l'autore dei dipinti delle tavole della via Crucis disposte lungo la navata.
Uno spazio alla destra dell'altare maggiore ospita un quadro raffigurante il Martirio di San Lorenzo. Realizzato da Panfilio Nuvolone per il soppresso monastero di San Lorenzo, un tempo il dipinto si trovava nello spazio che, nell'altare sinistro, è attualmente occupato dalla statua raffigurante San Giuseppe, realizzata dallo scultore Cappelletti.
Ai lati dell'altare maggiore trova posto l'antico organo Serassi (1808), dotato di 3119 canne; di particolare interesse storico, non è tuttavia più funzionante.

Da menzionare è anche lo stendardo sei-settecentesco della Confraternita dell'Annunciata, opera che in origine accompagnava il crocifisso dell'altare maggiore nella sua esposizione pubblica pasquale.

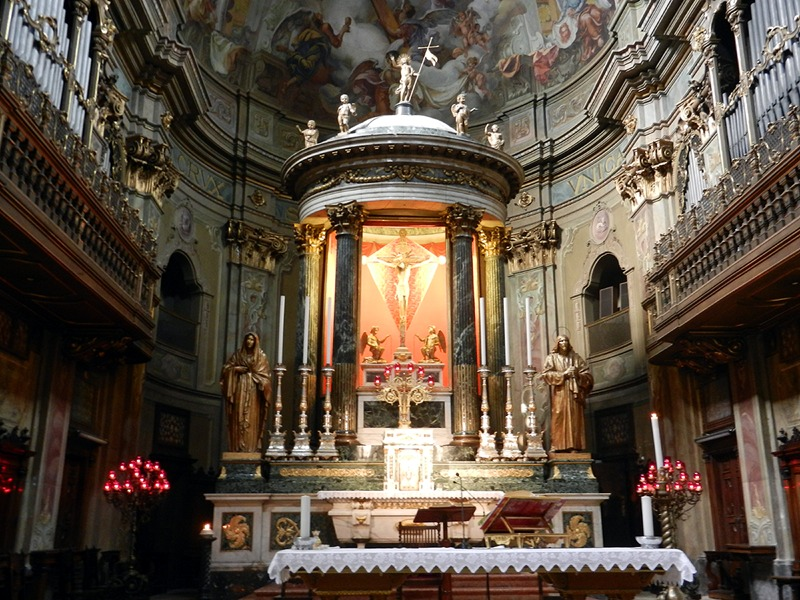
L'altare maggiore del Santuario, con il Santissimo Crocifisso

##### Il Crocifisso: collocazione e devozione
Immediatamente alle spalle dell'altare maggiore, tra due bronzi di Giuseppe Siccardi si trova un tempietto realizzato nel 1815 in stile neoclassico da Tomaso Malaspina, struttura che ospita ed espone ai fedeli il Crocifisso considerato miracoloso. Alto 128 cm ed intagliato in legno di cipresso, il crocifisso è una scultura di manifattura probabilmente tardotrecentesca (sebbene alcuni studiosi ne datino la composizione al Quattrocento maturo) e di quasi certa origine francese. Il Crocifisso è dotato di capelli e barba umani, nonché di braccia e testa reclinabili. Il legno argentato a cui è appesa la riproduzione del Cristo è del XVIII secolo: fino ad allora, la scultura era invece sostenuta da un'altra croce, detta "del miracolo", conservata in una nicchia nei pressi dell'ingresso laterale di sinistra.
Ogni anno durante la Settimana Santa il prezioso simulacro viene ornato di alcune medaglie al valore donate da veterani di guerra, issato su una pedana rialzata (ad imitazione del Monte Calvario) ed esposto ai cittadini che sono soliti baciare l'effigie sacra, in segno di riverenza. Il rituale costituisce una delle tradizioni devozionali più radicate nel comasco. Il Venerdì Santo, il crocifisso è poi portato in processione dal Vescovo lungo le vie di Como, evento questo che a causa dell'alto numero di fedeli solitamente causa gravi problemi di viabilità lungo le strade cittadine.
In occasione delle celebrazioni della settimana pasquale l'area antistante il santuario, a ridosso delle mura cittadine, ospita una tradizionale fiera con numerose bancarelle, evento tradizionalmente molto popolare fra i cittadini comaschi.
Al crocifisso è stato attribuito, sebbene non formalmente riconosciuto dalle autorità ecclesiastiche, il secondo miracolo di aver protetto la città dai bombardamenti alleati durante la Seconda guerra mondiale: nel gennaio del 1943 l'effigie miracolosa fu portata in processione straordinaria, ed il fatto che la città di Como sia stata sostanzialmente risparmiata da gravi incursioni aeree fu interpretato come un premio per la devozione della cittadinanza. In seguito alla grazia ricevuta la città preparò come ex voto un diadema regale, con cui il 17 giugno del 1945 il Crocifisso venne incoronato dall’arcivescovo di Milano Ildefonso Schuster.
Ogni anno i fedeli, le autorità e il vescovo di Como rinnovano il loro ringraziamento al crocifisso con la celebrazione della "Giornata della Riconoscenza" il 14 settembre.